# El Rincón Citlaltépetl
El Rincón Citlaltépetl är en ort i Mexiko.   Den ligger i kommunen Nopalucan och delstaten Puebla, i den sydöstra delen av landet, 130 km öster om huvudstaden Mexico City. El Rincón Citlaltépetl ligger 2 600 meter över havet och antalet invånare är 5 326.
Terrängen runt El Rincón Citlaltépetl är huvudsakligen kuperad, men åt nordost är den platt. Runt El Rincón Citlaltépetl är det tätbefolkat, med 276 invånare per kvadratkilometer. Närmaste större samhälle är Amozoc de Mota, 19,9 km sydväst om El Rincón Citlaltépetl. Trakten runt El Rincón Citlaltépetl består till största delen av jordbruksmark.